# Et Justitsmord (film fra 1925)
 Et Justitsmord (originaltitel Capital Punishment) er en amerikansk stumfilm fra 1925 instrueret af James P. Hogan.

## Medvirkende
- Clara Bow som Delia Tate
- George Hackathorne som Dan O'Connor
- Elliott Dexter som Gordon Harrington
- Margaret Livingston som Mona Caldwell
- Mary Carr som Mrs. O'Connor
- Robert Ellis som Harry Phillips
- Alec B. Francis